# Селективні інгібітори зворотного захоплення серотоніну і норадреналіну
Інгібітори зворотного захоплення серотоніну та норадреналіну (СІЗЗСіН) — клас антидепресантів, яким лікують великий депресивний розлад, тривожні розлади, обсесивно-компульсивний розлад, соціальну фобію, синдром дефіциту уваги, хронічний невропатичний біль, синдром фіброміалгії та симптоми менопаузи. Вважається, що серотонін та норадреналін відіграють важливу роль у регуляції настрою.
Серотоніновий транспортер (SERT) та норадреналіновий (NET) — це мембранні транспортні білки, які відповідають за зворотне захоплення серотоніну та норадреналіну із синаптичної щілини назад до пресинаптичного нервового терміналю. Подвійне інгібування зворотного захоплення серотоніну та норадреналіну може забезпечити переваги перед іншими антидепресантами, лікуючи більший спектр симптомів.

## Фармакологія

### Шлях введення
СІЗЗСіН приймаються перорально, як правило, у формі капсул або таблеток. Рекомендується приймати СІЗЗСіН вранці зі сніданком, це не вплине на концентрацію речовини в організмі, але може допомогти при побічних ефектах. Норадреналін має стимулюючу дію, тому може спричинити безсоння, якщо його приймати перед сном. СІЗЗСіН також можуть викликати нудоту, яка, як правило, є легкою і проходить протягом декількох тижнів лікування, але прийом ліків з їжею може полегшити її. Самі препарати, як правило, являють собою дрібнокристалічний порошок, який дифундує в організм під час травлення.

### Дозування
Дозування варіюється залежно від використовуваного СІЗЗСіН через різну ефективність розглянутого препарату, а також багаторазові концентрації кожного препарату.

### Механізм дії
Вважається, що великий депресивний розлад, головним чином спричинений зниженням рівня серотоніну та норадреналіну в синаптичній щілині, що спричиняє нестабільну сигналізацію. Виходячи з моноамінової гіпотези депресії, яка стверджує, що зниження концентрації нейромедіаторів-моноамінів призводить до симптомів депресії, були визначені такі залежності: норадреналін пов'язаний з пильністю та енергією, а також тривогою, увагою та інтересом до життя; серотонін -– до тривоги та нав'язливих станів; а дофамін — до уваги, мотивації, а також інтересу до життя. СІЗЗСІН діють шляхом інгібування зворотного захоплення нейромедіаторів серотоніну та норадреналіну. Це призводить до підвищення їх позаклітинних концентрацій, а отже, і збільшення нейромедіації. Більшість СІЗЗСІН, включаючи венлафаксин, десвенлафаксин та дулоксетин, у кілька разів більш селективні щодо серотоніну порівняно з норадреналіном, тоді як мілнаципран у три рази більш селективний для норадреналіну, ніж серотонін. Вважається, що підвищення рівня норадреналіну є необхідним для того, щоб препарат був ефективним проти невропатичного болю, на який не впливають СІЗЗС.

### Фармакодинаміка
Більшість СІЗЗСІН діють разом з первинними та вторинними метаболітами. Наприклад, венлафаксин діє разом зі своїм основним метаболітом О-десметилвенлафаксином, інгібуючи зворотне захоплення серотоніну та норадреналіну в мозку. Докази також свідчать про те, що дофамін та норадреналін поводяться у режимі спільного транспортування через інактивацію дофаміну шляхом зворотного захоплення норадреналіну у лобовій корі, області мозку, якої в основному бракує транспортерів дофаміну. Цей ефект СІЗЗСІН призводить до посилення нейромедіації дофаміну, на додаток до збільшення активності серотоніну та норадреналіну. Крім того, оскільки СІЗЗСІН надзвичайно селективні, вони не мають вимірюваного впливу на інші, рецептори, на відміну від ІМАО. Фармацевтичні тести встановили, що використання як СІЗЗСіН, так і СІЗЗС може також викликати значну протизапальну дію на мікроглію.

## Побічні ефекти
Оскільки SNRI та SSRI діють подібним чином, підвищуючи рівень серотоніну, вони мають багато спільних побічних ефектів. Найпоширеніші побічні ефекти включають нудоту, пітливість, втрату апетиту, запаморочення, головний біль, збільшення суїцидальних думок та сексуальну дисфункцію. Підвищення рівня норадреналіну іноді може спричинити занепокоєння, підвищений пульс та підвищений артеріальний тиск.

### Сексуальна дисфункція
СІЗЗСіН, як і СІЗЗС, можуть спричиняти кілька типів статевої дисфункції, такі як еректильна дисфункція, зниження лібідо, статева ангедонія та аноргазмія. Двома загальними побічними ефектами цього роду є зниження лібідо та аноргазмія, які, як правило, дещо м'якші при СІЗЗСіН порівняно із СІЗЗС. Дослідження показали, що перехід на бупропіон або збільшення чи додавання інгібітора PDE5 зменшили симптоми сексуальної дисфункції. Дослідження показали, що інгібітори PDE5, такі як силденафіл (Віагра), тадалафіл (Сіаліс), варденафіл (Левітра) та аванафіл (Стендра), іноді допомагають зменшити статеву дисфункцію, включаючи еректильну дисфункцію, хоча, вони були ефективнішими у чоловіків, ніж у жінок.

### Серотоніновий синдром
Серйозним, але рідкісним побічним ефектом СІЗЗСіН є серотоніновий синдром, який викликається надлишком серотоніну в організмі. Серотоніновий синдром може бути спричинений прийомом декількох серотонінергічних препаратів, наприклад, СІЗЗС разом з СІЗЗСіН. Також сприяти розвитку серотонінового синдрому можуть інгібітори МАО, лінезолід, тедізолід, метиленовий синій, прокарбазин, амфетаміни, кломіпрамін тощо. Ранні симптоми серотонінового синдрому можуть включати нудоту, блювоту, діарею, пітливість, збудження, сплутаність свідомості, ригідність м'язів, розширення зіниць та гіпертермію. Важчі симптоми включають лихоманку, судоми, нерегулярне серцебиття, марення та кому.

### Кровотеча
Деякі дослідження припускають, що існує ризик кровотеч із верхніх відділів шлунково-кишкового тракту, особливо від венлафаксину, через порушення агрегації тромбоцитів та виснаження рівня серотоніну тромбоцитів. Подібно до СІЗЗС, СІЗЗСіН можуть взаємодіяти з антикоагулянтами, такими як варфарин. Нині є більше доказів того, що СІЗЗС мають вищий ризик кровотечі, ніж СІЗЗСіН.

## Передозування

### Причини
Передозування SNRI може бути спричинене або комбінацією препаратів, або надмірною кількістю самого препарату. Венлафаксин трохи більш токсичний при передозуванні, ніж дулоксетин або СІЗЗС. Ризик передозування підвищується у пацієнтів, які приймають кілька серотонінергічних або взаємодіючих агентів.

### Симптоми
Симптоми передозування СІЗЗСіН різняться за інтенсивністю та частотою залежно від кількості прийнятого препарату та чутливості людей до лікування цим класом антидепресантів. Можливі симптоми можуть включати:
- Сонливість
- Кому
- Серотоніновий синдром
- Судоми
- Непритомність
- Тахікардію
- Гіпотонію
- Гіпертонію
- Гіпертермію
- Блювоту

## Вплив СІЗЗСіН на окремі групи пацієнтів

### Вагітні
Прийом антидепресантів не рекомендований вагітним жінкам. Застосування антидепресантів під час вагітності може призвести до патологій плода, що впливають на функціональний розвиток мозку та поведінки. Нелікована депресія також може вплинути на результати пологів, тому рекомендується обговорити варіанти з лікарем, щоб зважити ризики та переваги.

### Діти та підлітки
Показано, що СІЗЗСіН та СІЗЗС ефективно лікують великий депресивний розлад та занепокоєння у дітей та підлітків. Однак існує ризик збільшення суїцидальної поведінки при лікуванні серйозних депресивних розладів, особливо венлафаксином. Флуоксетин — єдиний антидепресант, який є рекомендованим для важких депресивних розладів у дітей та підлітків.

### Особи літнього віку
Більшість антидепресантів, включаючи SNRI, є безпечними та ефективними у геріатричній популяції. Рішення часто базуються на супутніх захворюваннях, лікарських взаємодіях та толерантності пацієнта. Через різницю у складі тіла та обміні речовин початкові дози часто перевищують рекомендовані дози для молодих дорослих.